# Tole spinosa
Tole spinosa is een geslacht van pissebedden uit de superfamilie Janiroidea. De wetenschappelijke naam van de soort is voor het eerst geldig gepubliceerd in 1879 door Oscar Harger. Tole spinosa is niet aan een familie toegewezen en wordt ondergebracht in de Janiroidea incertae sedis.